# ФК Аустрија Салцбург
Спортски клуб Аустрија Салцбург, скраћено СВ Аустрија Салцбург или једноставно Аустрија Салцбург, је фудбалски клуб из Салцбурга. У сезони 2022/23 наступа у Регионалној лиги запад (трећи ранг).
Клуб је основан након што је Ред Бул ушао у истоимени клуб Бундеслиге, СВ Аустрија Салцбург, и преименовао га у ФК Ред Бул Салцбург. 
Клуб себе види као наследника бивше Аустрије и као такав се ослања на своју историју од 1933. до 2005. године, своју традицију и успехе. Боје клуба су љубичаста и бела.

## Историја
Са великом надом навијачи Аустрије из Салцбурга дочекали су вест априла 2005. године да ће у њихов финансијски посрнули клуб ући јака и моћна компанија "Ред Бул"-а. Проблем је настао када је богати газда ове аустријске компаније кренуо у радикалне промене у клубу које су се односиле на промене боја, имена и логоа клуба, на шта навијачи нису хтели да пристану. Газда "Ред Бул"-а хтео је да рашчисти са историјом Аустрије Салцбург и захтевао да се година оснивања уведе 2005?! ФС Аустрије то није дозволио.
Навијаче је највише заболело одбацивање традиционалне љубичасте боје (уместо ње клупска боја постала је црвено-бела, у  духу лименке енергетског напитка), па су пет месеци вођени преговори пекинути када је Ред Бул понудио љубичасту капитенску траку као једини компромис, само мали љубичасти лого новог добављача Адидаса на дресовима и љубичасте чарапе за голмана. 
Након тога навијачи су решили да оснују нови клуб и назову га Аустрија Салцбург 2005. Кренули су од седме лиге, стигли до треће и кад је требало да се пребаце на професионални ниво, није било новца. Данас су тречелигаши.

## Солидарност навијача и одзив медија
Широм Аустрије и на многим европским стадионима одржане су демонстрације солидарности навијачких група са љубичастим навијачима. Њихов протест се генерално схвата као борба фудбалских навијача против све веће комерцијализације спорта и сходно томе се подржава. Насупрот уобичајеном ривалству између навијача различитих клубова, развој догађаја у Салцбургу довео је до тога да фудбалски навијачи себе виде као јединицу и заједно делују „против модерног фудбала“. Циљ је да се очува традиција и идентитет дотичног клуба и да се спречи да клубови постану само рекламни медији. Сами навијачи себе виде као носиоце традиције док се мењају играчи, тренери и управа.

## Аустрија Салцбург/ Станишић
Сличну судбину Аустрије Салцбург у Србији је доживео нижеразредни ФК Станишић из Станишића. Они су након освајања првог места у Подручној лиги Сомбор изборили пласман у 4. ранг (Војвођанску лигу север) али су јуна 2018. године од стране локалних политичких моћника премештени из Станишића у Сомбор. Клуб је преименован (Раднички 1912 Сомбор), промењен му је лого и до тад бело-плаве боје замениле су црвено-беле. Навијачи Станишића нису се мирили са том чињеницом... Након пет година борбе, променом политичког врха у граду Сомбору, одлуком АПР-а јула 2023. клуб је коначно враћен у Станишић.